# Labastide-Saint-Sernin
Labastide-Saint-Sernin település Franciaországban, Haute-Garonne megyében. Lakosainak száma 1946 fő (2022. január 1.). Labastide-Saint-Sernin Gargas, Cépet, Gratentour, Montberon, Pechbonnieu és Villariès községekkel határos.

## Népesség
A település népességének változása:
| Lakosok száma | 380  | 980  | 1208 | 1685 | 1831 | 1876 | 1909 | 1955 | 1954 | 1946 |
|               | 1968 | 1982 | 1990 | 2006 | 2013 | 2015 | 2017 | 2019 | 2020 | 2022 |